# Буджакери
Буджакери (раніше «Фреда Лута») — український музичний рок-гурт з міста Татарбунари.

## Історія
Гурт створений під назвою «Фреда Лута» («Фред@ Лут@») у 14 березня 2008 року в місті Татарбунари (Одеська область), одним з ініціаторів створення був директор Білолісського будинку культури Борис Криворученко.
Після перемоги на відборі до «Червоної рути-2011» колектив перейменували на нову назву — «Буджакери» (від слова — Буджак), що більше пасувало до стилю та напрямку виконання музики.

## Учасники
- Павлов Андрій — вокал, бас-гітара;
- Окороков Тимофій — вокал, ритм-гітара[6];
- Власенко Семен — барабани;
- Комерзан Вадим — соло-гітара.

## Фестивалі
Колектив виступав на рок-фестивалі «Арго-2009» «Арго-2010», «Арго-2011», що проходить на курортах Татарбунарського району.

### 2010
- Учасник рок-фестивалю «Штурм» в місті Ізмаїл, який проходив 22—23 січня 2010 року[8]. Гурт отримав звання «Фольклорні витоки Штурма».
- Переможець обласного відбіркового конкурсу фестивалю «Червона рута-2011» в місті Одеса 23 жовтня 2010 року в номінації рок-музика[9]. На фестивалі отримали спеціальну відзнаку «За драйвовість».

### 2011
- Сольний концерт в арт-клубі «ШуZZ» в Одесі.